# レストラン菊水
レストラン菊水（レストランきくすい）は、京都府京都市東山区の料理店である。1916年（大正5年）創業であり、京都における西欧料理の草分け的な存在として知られる。
また店舗の入るビルは、鴨川を挟んで建つ東華菜館ビルとほぼ同時期に竣工した近代建築として知られる。

## 歴史
創業者の奥村小次郎は1916年（大正5年）5月1日にレストラン「菊水館」を創業した。小次郎はそれまで、神戸の湊川神社前と、京都の南座前で、「菊水せんべい」という瓦せんべい屋を営んでいた。秋山徳蔵の弟子である藤原某と、上海のニューカールトンホテルの支配人を招聘し、営業を開始した。開業から10年後の1926年（大正15年）に、西洋館の店舗を設営した。昭和の御大典にあたっては、仕出しを担当したほか、李王家・久邇家などの御用も受けた。
2代目の小四郎は東京商科大学を卒業し、太平洋戦争中も配給食を用いてレストランの営業を続けた。戦後、同店舗は進駐軍の酒保に指定された。また、小四郎は、京都初の屋上ビアガーデンをつくった。京都大学を卒業した3代目・忠は、1955年（昭和30年）に屋号を菊水館からレストラン菊水に改称し、1階部分をオープン・カフェ形式に改装した。4代目・洋史は京都産業大学を卒業したのちファーストフードチェーンに就職していたが、1995年に菊水に入社した。

## 建築

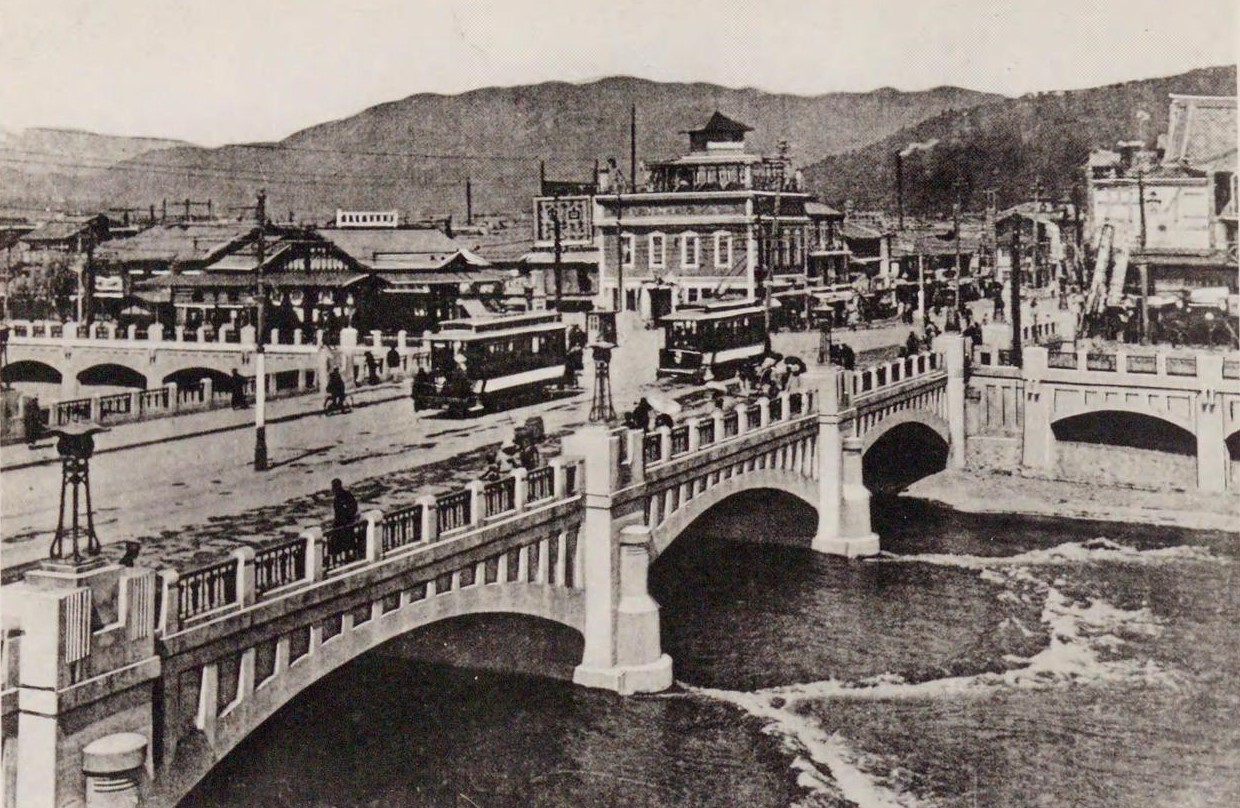
初代店舗（1915年頃）

初代店舗は、せんべい屋を改装した店舗であった。当初の建物は大正初期に建造された、木造モルタル3階建てであり、上階を金閣寺風にしている。
2代目店舗は、1926年（大正15年）施工。京都の工務店である、上田工務店の建造であり、創業者の奥村小次郎は、この建物をデザインするに当たって、フランク・ロイド・ライトの設計である東京の帝国ホテルや、上海のカールトンホテルなど、各所の建築を見て回った。RC5階建てであり、眺望を意識した窓の配置によって、リズム感のある左右非対称の外観となっている。京都市内の洋食店としては、いちはやくエレベーターを設置した店舗であった。
放物線を描くエレベーター塔屋にみられるよう、表現主義を基調としているが、スパニッシュ様式の瓦など、当時流行していた様々な様式が各所に散りばめられている。大正期の京都の新建築活動の規範的作品であり、1997年（平成9年）5月7日には登録有形文化財に登録された。

## 関連店舗

### サロン菊水
1921年（大正10年）ごろ、菊水館の支店として建てられ、小次郎の長女であるこうが営んでいた。京都におけるカフェーの草分けのような店であったものの、1960年代に閉店したという。こうの孫にあたる孝は、同じ場所でバーを開いたが、これもこうの死後に畳み、オムライス店である「くるみ」を開いている。

### 菊水食堂
菊水館の向かい側である南座の西館2階には、洋風定食を提供する「菊水食堂」があり、同じく小次郎が経営していた。営業不振のため1931年（昭和6年）7月に突如閉鎖を発表した。従業員は全労京都連合会とともに争議をおこない、8月には経営者の妻の実家に人糞が撒かれるといった事件もおきた。8月30日には、食堂閉鎖の取り消し、一部人員の解雇などを通じて、同争議は解決した。